# Amyema fitzgeraldii
Amyema fitzgeraldii, o visco de alfineteiro, é uma espécie de planta pertencente ao género Amyema, uma planta hemiparasita epifítica da família Loranthaceae, endémica da Austrália, e encontrada no Território do Norte, Austrália Meridional e Austrália Ocidental.

## Ecologia
A. fitzgeraldii só é encontrada em Acacias.

## Taxonomia
A. fitzgeraldii foi descrita pela primeira vez por Blakely em 1922 como Loranthus fitzgeraldii, mas em 1929 foi colocada no género Amyema por Danser.